# Žďárské Chalupy
Žďárské Chalupy jsou malá vesnice, část obce Žďár v okrese Písek v Jihočeském kraji. Nachází se asi 1,5 kilometru jihovýchodně od Žďáru. Je zde evidováno 50 adres. V roce 2011 zde trvale žilo 56 obyvatel.
Žďárské Chalupy leží v katastrálním území Nová Ves u Protivína o výměře 11,15 km².

## Historie
První písemná zmínka o vesnici pochází z roku 1790.

## Obyvatelstvo
| Rok            | 1869 | 1880 | 1890 | 1900 | 1910 | 1921 | 1930 | 1950 | 1961 | 1970 | 1980 | 1991 | 2001 | 2011 | 2021 |
| -------------- | ---- | ---- | ---- | ---- | ---- | ---- | ---- | ---- | ---- | ---- | ---- | ---- | ---- | ---- | ---- |
| Počet obyvatel | 296  | 297  | 253  | 278  | 310  | 269  | 211  | 172  | 162  | 133  | 86   | 52   | 53   | 56   | 72   |
| Počet domů     | 42   | 44   | 45   | 46   | 46   | 46   | 47   | 51   | 42   | 42   | 36   | 47   | 50   | 48   | 52   |

## Obecní správa
Při sčítání lidu v letech 1850–1879 Žďárské Chalupy byly osadou obce Krč v okrese Písek. V letech 1880–1963 byly osadou obce Nová Ves u Protivína, se kterým patřily nejprve do okresu Písek, ale v roce 1950 v okrese Vodňany. V letech 1964–1975 byly částí obce Žďár v okrese Písek. Od 1. ledna 1976 do 23. listopadu 1990 byly částí obce Tálín v okrese Písek. Od 24. listopadu 1990 jsou opět částí obce Žďár v okrese Písek.

## Pamětihodnosti
- Kaple na okraji obce.[10]
- Kříž z roku 1869 na křižovatce poblíž obce

## Galerie

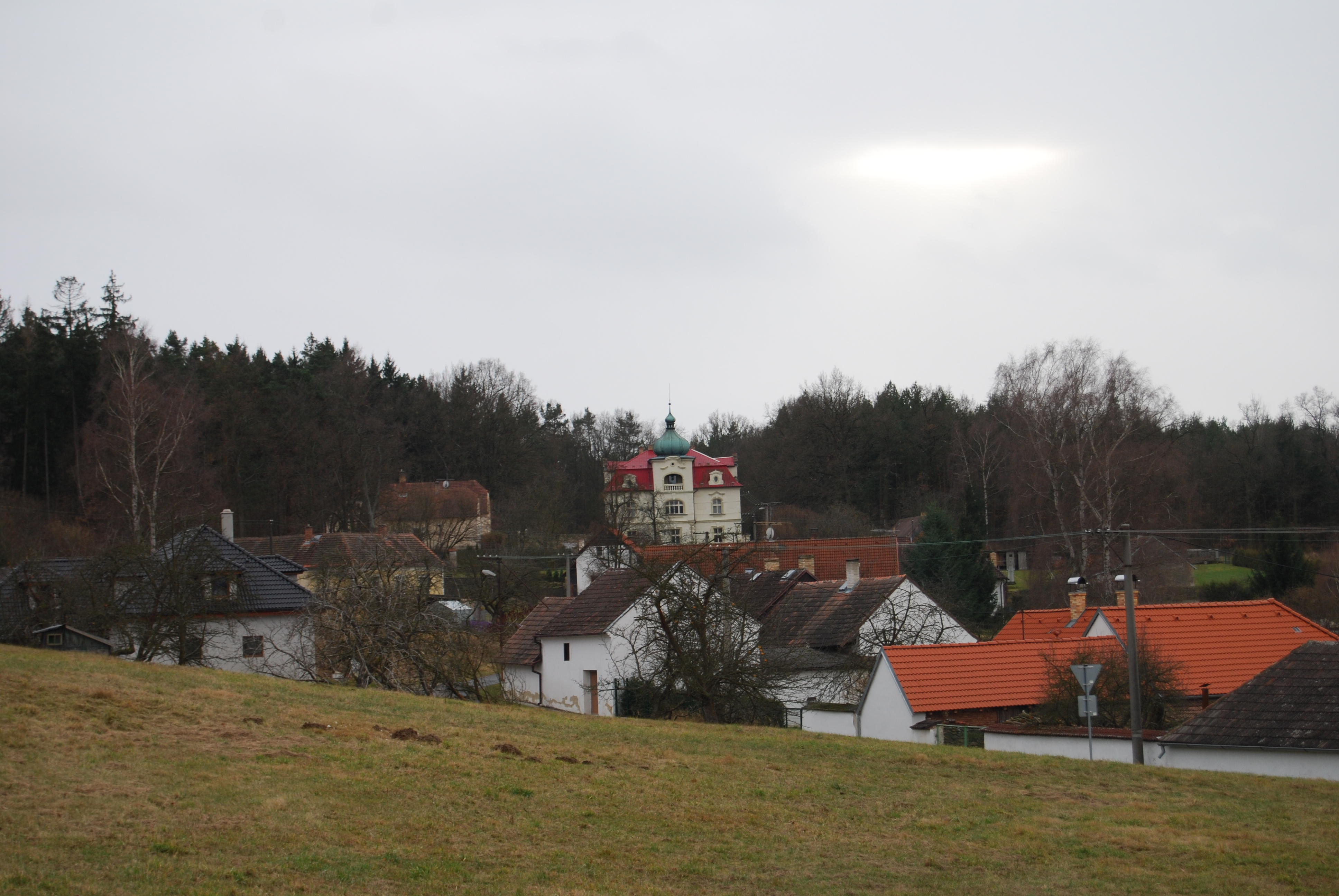
Pohled na obec od kaple
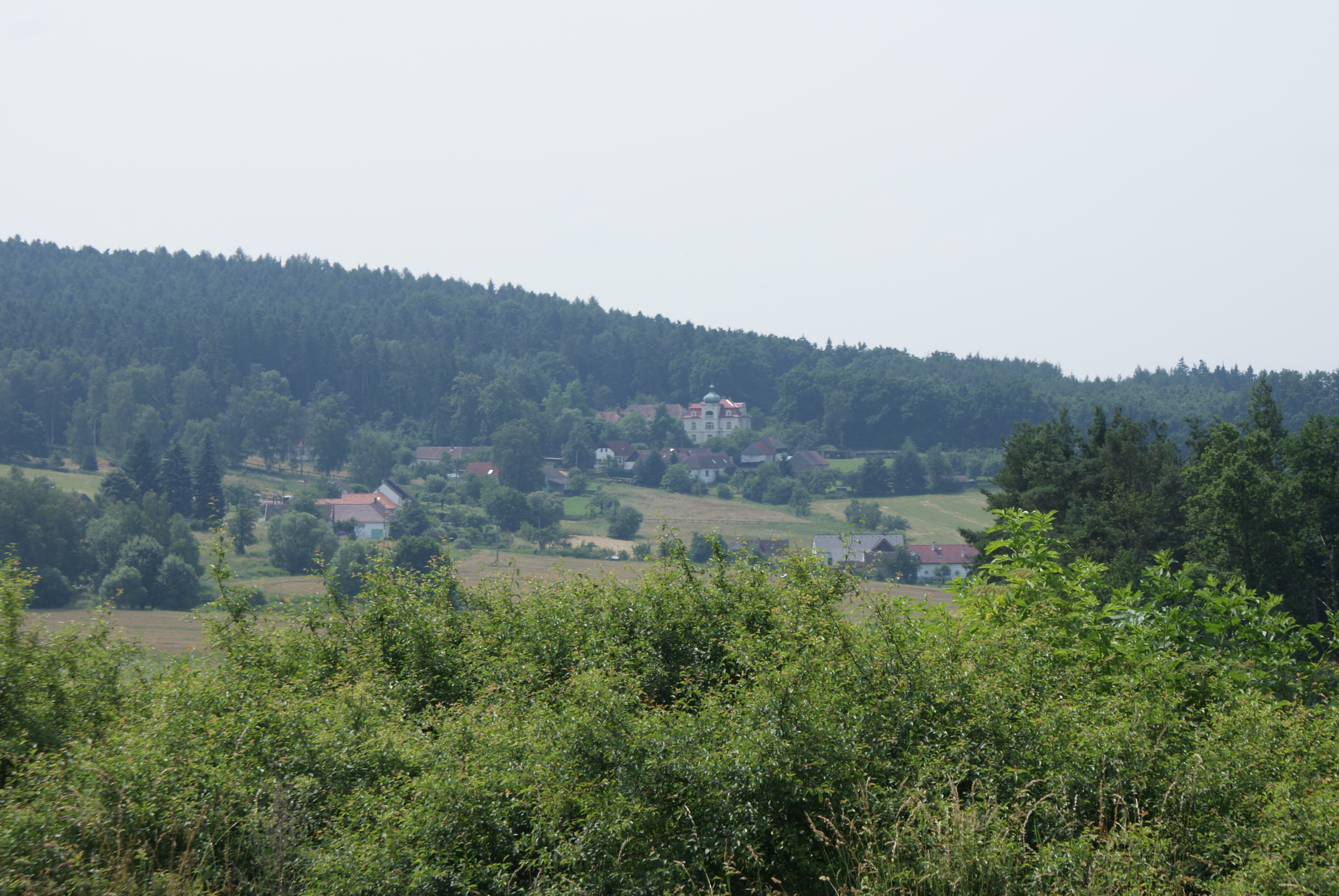
Pohled na obec
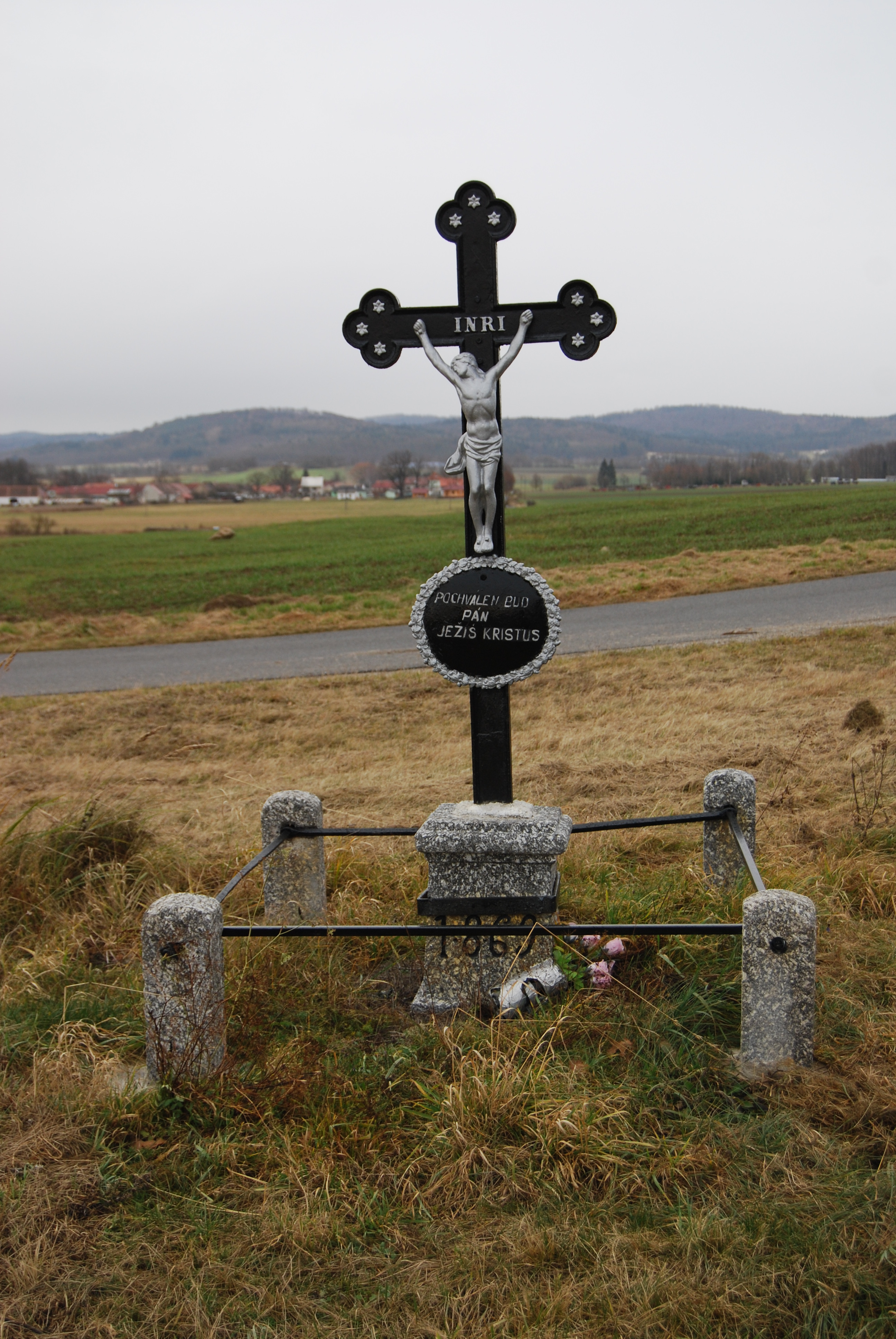
Kříž z roku 1869
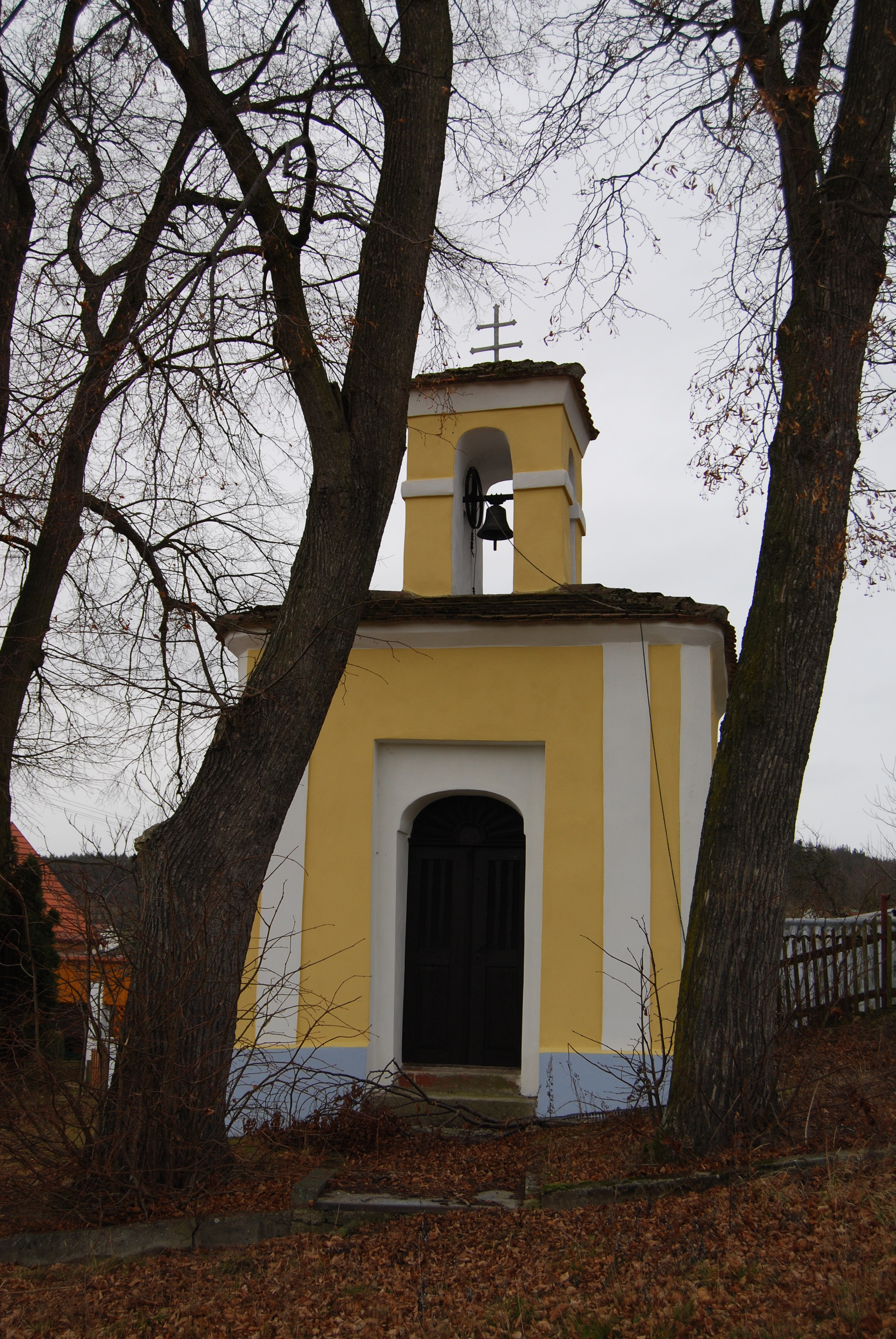
Kaple v obci